# Poltergeist de Enfield

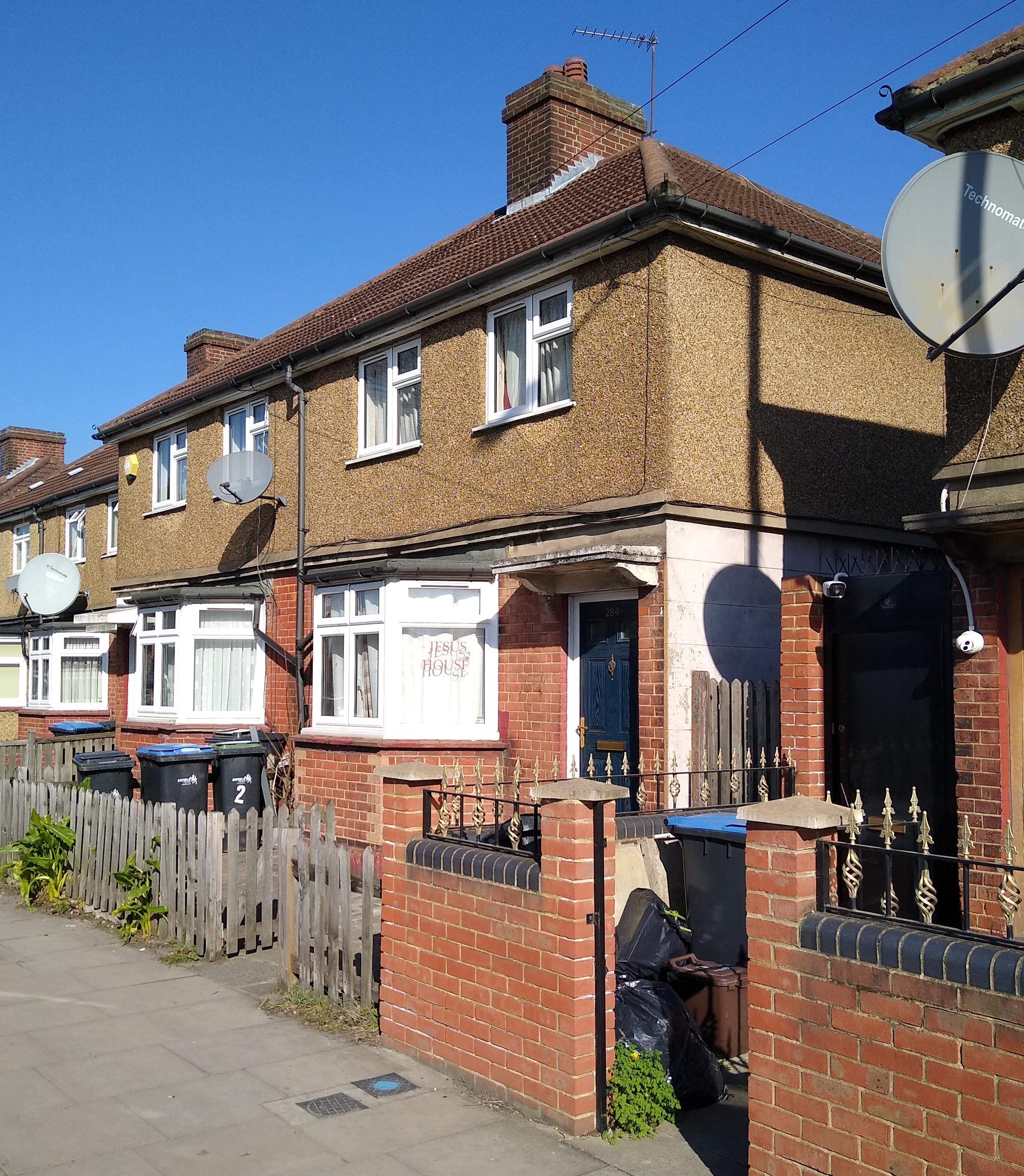
La casa donde se registraron los supuestos eventos de actividad poltergeist.

El caso poltergeist de Enfield es el nombre dado a los supuestos eventos de actividad poltergeist en una vivienda ubicada en el barrio de Brimsdown, en el municipio londinense de Enfield (Inglaterra) entre los años 1977 y 1979, involucrando a dos hermanas de 11 y 13 años de edad. El caso logró cierta relevancia mediática, siendo muy popular en Inglaterra y logrando que diversos investigadores paranormales se interesasen por el caso llegando a conclusiones divergentes. Para algunos miembros de la Sociedad para la Investigación Psíquica (en inglés: «Society for Psychical Research») —como el inventor Maurice Grosse y el escritor Guy Lyon Playfair— consideraron que el caso era genuino; mientras que otros investigadores —como los psicólogos Anita Gregory y John Beloff— no llegaron a estar convencidos de que este hecho fuera real y hallaron evidencias de que las chicas habían falsificado los incidentes en beneficio de los reporteros. Por su parte, los miembros del Comité para la Investigación Escéptica (en inglés: «Committee for Skeptical Inquiry») —entre los cuales se incluyeron magos de escenario, como Milbourne Christopher, Joe Nickell y Bob Couttie— investigaron los incidentes y criticaron a los investigadores paranormales por ser «demasiado crédulos», identificando las diversas características del caso por ser indicativo de un bulo.
La historia del caso ha recibido una amplia cobertura de medios de comunicación desde las primeras portadas en los periódicos británicos de corte amarillista como el Daily Mail y el Daily Mirror, y ha sido el tema principal de múltiples libros, reportajes y documentales para televisión. Su popularidad ha motivado diversas adaptaciones cinematográficas y para televisión dentro del género de terror.

## Los hechos
En agosto de 1977, Peggy Hodgson, una madre divorciada residía en Enfield, al norte de Londres, con sus cuatro hijos: Margaret (13 años), Janet (11 años), Johnny (10 años) y Billy (7 años). Una noche llamó a la policía para que acudiera a su residencia después de asegurar que en el domicilio sucedían hechos raros que habían sido presenciados por dos de sus hijos. Elementos de la casa como sillas se movieron sin razón aparente y se oían ruidos y golpes procedentes de detrás de las paredes.
Un agente de policía dijo que vio una silla deslizarse por el suelo, estando "convencido de que nadie la había tocado". Otras afirmaciones posteriores incluían supuestas voces demoníacas, fuertes ruidos, piedras y juguetes que se lanzaban, sillas volcadas y niños levitando. Los informes de estos otros incidentes en la casa atrajeron la atención de la prensa local y nacional británica, siendo cubierta hasta 1979 por rotativos como Daily Mail y Daily Mirror.

## Investigaciones paranormales
Los miembros de la Sociedad para la Investigación Psíquica Maurice Grosse y Guy Lyon Playfair informaron de "curiosos silbidos y ruidos de ladridos". Playfair sostuvo que una "entidad" era responsable de los disturbios que se producían en la casa, aunque dudó a menudo la veracidad de los testimonios de niños, preguntándose si eran simples juegos y trucos. Sin embargo, Grosse y Playfair creían que aunque algunas de las alegadas actividades poltergeist fueron falsificadas por las chicas, otros incidentes fueron genuinos. Una cámara de vídeo puesta en una habitación grabó a Janet doblando cucharas e intentando doblar una barra de hierro. Grosse llegó a observar a Janet golpeando el techo de la casa con una escoba y escondiendo su grabadora. Por su parte, el ventrílocuo Ray Alan pensó que las voces masculinas de Janet eran simplemente trucos vocales. Según Playfair, una de las voces de Janet, la que ella llamó "Bill", mostró "una costumbre de cambio repentino en el tema, que era un hábito que Janet tenía".
Cuando Janet y Margaret admitieron sus bromas a los reporteros, Grosse y Playfair las obligaron a retractarse públicamente y a confesar. Tras este episodio, que conllevó el descrédito de Grosse y Playfair, estos recibieron burlas de otros investigadores por ser fácilmente engañados.

## Críticas a ser un posible montaje
Se creía que todos estos hechos eran fingidos o incluso falsos, se sospechaba que todo era un plan de la familia para llamar la atención y conseguir fama, y nunca se demostró lo contrario.

## En la cultura popular
- En 1992, la BBC transmitió un falso documental titulado Ghostwatch, escrito por Stephen Volk y basado en el poltergeist de Enfield.[11]
- En marzo de 2007, el canal Channel 4 emitió un documental sobre el poltergeist de Enfield, titulado Interview with a Poltergeist (en español: «Entrevista con un Poltergeist»).[12]
- El poltergeist de Enfield ha sido la trama principal en episodios de las serie del canal ITV1: Strange But True? y Extreme Ghost Stories.
- El poltergeist de Enfield fue el tema principal de la serie de televisión de 2015 del canal Sky Living llamado The Enfield Haunting, que fue transmitido desde el 4 al 17 de mayo de 2015.[13]
- En el 2016 la historia fue la trama principal de la película de terror The Conjuring 2, dirigida por James Wan.
- En octubre de 2023, Apple TV lanzó la miniserie "The Enfield Poltergeist".

## Lectura adicional
- Couttie, Bob (1988). Forbidden Knowledge: The Paranormal Paradox. Lutterworth Press. ISBN 978-0-7188-2686-4.
- Nickell, Joe (2012). The Science of Ghosts: Searching for Spirits of the Dead. Prometheus Books. ISBN 978-1-61614-586-6.
- Playfair, Guy Lyon (1980). This House is Haunted: The True Story of a Poltergeist. Stein and Day. ISBN 978-0-7387-1867-5.